# Domenico Ravizza
 (mars 2024).
Domenico Ravizza, né en 1707 à Lanciano et mort dans cette même ville le 9 octobre 1767 est un écrivain et érudit italien du XVIIIe siècle.

## Biographie
Domenico Ravizza naquit en 1707 à Lanciano, dans les Abruzzes. Après avoir étudié au collége de cette ville, il alla à Naples, s'y fit recevoir avocat et exerça pendant quelque temps cette profession. Il obtint ensuite dans le duché de Parme un emploi qu'il ne garda pas longtemps, car il revint bientôt dans sa patrie, où il épousa une riche héritière, ce qui lui permit de se livrer à son penchant pour les belles-lettres. Cependant il accepta en 1750 une place (luogotenente delle doganelle) dans l'administration de l'octroi de Lanciano, qu'il ne cessa d'occuper jusqu'à sa mort, arrivée le 9 octobre 1767.

## Œuvres
La plupart de ses ouvrages ne furent publiés que longtemps après. Son fils fit imprimer en 1786 (Naples, 2 vol. in-8°) les œuvres poétiques, composées de pièces lyriques, comiques et dramatiques, dont il fut rendu un compte favorable par deux critiques, Pietro Napoli Signorelli et le P. Valdera, qui alla jusqu'à dire que Ravizza « avait ôté à Métastase le mérite d'ètre seul ». C'est un éloge qu'on doit bien se garder de prendre à la lettre. Les œuvres en prose parurent en 1794 (Naples, in-8°), par les soins de Gennaro Ravizza, petit-fils de l'auteur et juge au tribunal de Chieti. Elles embrassent :
- Dissertazione sul culto del bacio della mano a' Vescovi ;
- Supplica per la cresima di una nuova chiesa di Lanciano ;
- Difesa del marchese Antonio Castiglioni accusato d'essersi intruso nell'esercizio d'un publico impiego ;
- Osservazioni sopra una inscrizione trovata fra le rovine del lempio d'Iside in Pompei ;
- Lettera in difesa d'un amico ;
- enfin une Dissertazione dans laquelle il examine « si les hommes doivent prendre exemple des bètes, tant dans les a choses qui regardent l'instinct commun que dans le règlement de la vie ».

Ces trois volumes ne comprennent pas cependant tous les écrits de Ravizza, car l'éditeur du dernier volume a oublié d'y insérer une Dissertazione sur l'interprétation à donner au mot amobolium, qu'on lit dans une inscription trouvée à Chieti. Cette dissertation avait déjà été insérée par le P. Allegranza dans ses Opuscoli (Crémone, 1781). Quelques-uns des travaux de Ravizza avaient paru de son vivant, soit dans les Novelle letterarie Fiorentine de Giovanni Lami, soit dans la Raccolta d'opuscoli scientifici e letterarii, publiée à Venise par Angelo Calogerà.